# Герб Привітного (Алуштинська міська рада)
Герб Привітного — офіційний символ села Привітне (підпорядковане Алуштинській міській раді АРК), затверджений рішенням Привітненської сільської ради від 18 грудня 2008 року.

## Опис герба
У щиті зубчаста зверху балка, перетята на срібло і золото, на золоті — зелений меандр; у верхньому синьому полі летить срібний мартин; у нижньому зеленому полі — золоте гроно винограду, обабіч якого скошені золоті амфори.